# 얀 코우칼 (스쿼시 선수)
얀 코우칼(체코어: Jan Koukal, 1983년 6월 20일 프라하 ~ )은 체코를 대표하는 프로 스쿼시 선수이다. 그는 2005년 월간 세계 랭킹 39위에 올랐다.